# Patricia Asbæk
Maria Patricia Tonn Asbæk (* 3. Mai 1945 in Casablanca) ist eine dänische Galeristin und Kuratorin. 
Von 1959 bis 1962 studierte sie an der École du Louvre in Paris. 1975 gründete sie gemeinsam mit ihrem Ehemann Jacob Asbæk die Galerie Asbæk in Kopenhagen. 1988 bis 1991 betrieb sie die Galerie Pilou und von 1991 bis 1993 die Galerie Patricia Asbæk in Kopenhagen. Im Februar 1992 präsentierte sie dort Werke von Terry Atkinson. 1996 initiierte Asbæk eine Ausstellung von Videoskulpturen von Nam June Paik im Statens Museum for Kunst in Kopenhagen, sie verfasste das Vorwort für den Katalog. 2003 kuratierte Asbæk die Ausstellung der Bayer Kulturabteilung Entweder / Oder: Kunsträume im Norden in Leverkusen.
Asbæk war von 2001 bis 2011 Vertreterin des internationalen Galerienbeirats und Vorsitzende des internationalen Zulassungsausschusses auf der Art Forum Berlin.
1998 initiierten die Asbæks das Zentrum für zeitgenössische Kunst Centro Cultural Andratx in Andratx auf Mallorca, 2001 war Eröffnung. Des Weiteren hatte Patricia Asbæk 2005 einen Auftritt, als sie selbst, in den dänischen Fernsehserien Penselstrøg und Smagsdommerne.
Das Künstlerpaar sind Eltern des dänischen Schauspielers Pilou Asbæk und des Galeristen Martin Asbæk. 